# دينيس كيزيليوف
دينيس كيزيليوف (بالروسية: Киселёв, Денис Юрьевич)‏ هو لاعب كرة قدم روسي في مركز الهجوم، ولد في 2 يونيو 1978 في زيلينوغراد في روسيا. لعب مع توم تومسك ودينامو موسكو.